# Ambre (couleur)

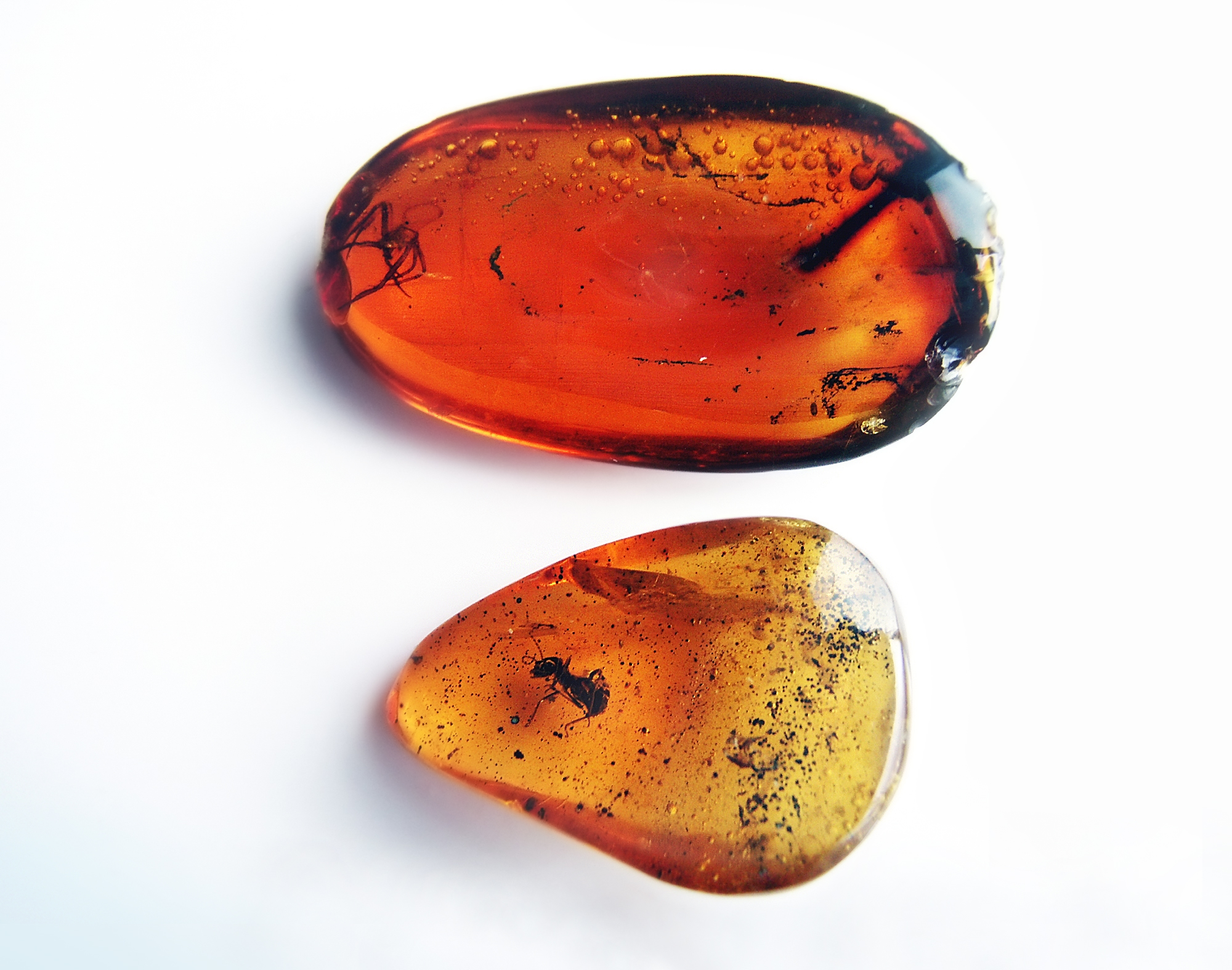
Une araignée et une fourmi emprisonnées dans de l'ambre.

Pour l’article homonyme, voir Ambre (homonymie).
L'ambre est un nom de couleur par référence à de l'ambre jaune, oléorésine fossile sécrétée par les conifères, plus rarement appelée aussi succin, carabé ou karabé. La teinte de l'ambre varie du jaune citron au brun sombre. Ce nom de couleur ne s'emploie que pour les matières transparentes.
La couleur ambre est utilisée en dégustation de vin. Un vin blanc ou un vin rouge très vieux ont une teinte qui évolue pour aboutir à une même couleur ambrée. Ce mode d'élevage long est pratiqué pour des vins doux naturels comme le rivesaltes, le banyuls ou le xérès.
Les filtres optiques ambre sont des convertisseurs de lumière, permettant d'utiliser des sources lumineuses dont la température de couleur est légèrement plus élevée que celle désirée.

## Teintes
| Teintes d'ambre[réf. souhaitée] | Teintes d'ambre[réf. souhaitée] | Teintes d'ambre[réf. souhaitée] | Teintes d'ambre[réf. souhaitée] | Teintes d'ambre[réf. souhaitée] | Teintes d'ambre[réf. souhaitée] | Teintes d'ambre[réf. souhaitée] | Teintes d'ambre[réf. souhaitée] | Teintes d'ambre[réf. souhaitée] | Teintes d'ambre[réf. souhaitée] | Teintes d'ambre[réf. souhaitée] | Teintes d'ambre[réf. souhaitée] | Teintes d'ambre[réf. souhaitée] | Teintes d'ambre[réf. souhaitée] | Teintes d'ambre[réf. souhaitée] | Teintes d'ambre[réf. souhaitée] |
|                                 | Teinte                          | Hex.                            | R                               | V                               | B                               |                                 | C                               | M                               | J                               | N                               |                                 | T                               | S                               | L                               |                                 |
| ------------------------------- | ------------------------------- | ------------------------------- | ------------------------------- | ------------------------------- | ------------------------------- | ------------------------------- | ------------------------------- | ------------------------------- | ------------------------------- | ------------------------------- | ------------------------------- | ------------------------------- | ------------------------------- | ------------------------------- | ------------------------------- |
| jaune                           | ██████                          | #F0C300                         | 240                             | 195                             | 0                               |                                 | 0                               | 19                              | 100                             | 6                               |                                 | 49                              | 100                             | 47                              |                                 |
| +                               | ██████                          | #DFA003                         | 223                             | 160                             | 3                               |                                 | 0                               | 28                              | 99                              | 13                              |                                 | 43                              | 97                              | 44                              |                                 |
| ++                              | ██████                          | #CE7E07                         | 206                             | 126                             | 7                               |                                 | 0                               | 39                              | 97                              | 19                              |                                 | 36                              | 93                              | 42                              |                                 |
| +++                             | ██████                          | #BD5B0A                         | 189                             | 91                              | 10                              |                                 | 0                               | 52                              | 95                              | 26                              |                                 | 27                              | 90                              | 39                              |                                 |
| rouge                           | ██████                          | #AD390E                         | 173                             | 57                              | 14                              |                                 | 0                               | 67                              | 92                              | 32                              |                                 | 16                              | 85                              | 37                              |                                 |

Au XIXe siècle, Chevreul a entrepris de situer les couleurs les unes par rapport aux autres et par rapport aux raies de Fraunhofer. Il note le « jaune de l'ambre le plus pur, le plus transparent » comme un Jaune (10 ton = jonquille).
Le Répertoire de couleurs de la Société des chrysanthémistes de 1905 donne plusieurs échantillons de couleurs d'ambre, à chaque fois en quatre tons : le no 12 Blanc ambré, Ambre, synonyme Blanc succin ; le no 28 Jaune succin, « couleur la plus ordinaire de la résine fossile dite Ambre ou Succin », synonymes Jaune Ambre, Jaune de Chrome, Jaune Karabé ; Ambre pâle comme synonyme du no 30 Jaune Crème, qui est cependant un peu moins soutenu (RC1).
Dans le commerce de peinture pour la décoration, on trouve Ambre 1 Ambre 2 Ambre 3 Ambre 4 Ambre 5 et Ambre 8, dont le dernier semble se référer à l'ambre gris, une matière sans rapport, sinon de nom. Celui des peintures pour artistes propose 258 Ocre d'ambre qui est un jaune de Naples.

## Filtres ambre
Les filtres Wratten de série 85 (convertisseurs de température de couleur) et de série 81 (correcteurs de température de couleur) sont couramment appelés ambre. Ils s'interposent dans le flux formateur d'image pour compenser une température de couleur d'éclairage trop élevée. Par exemple, le 85B permet d'utiliser en lumière du jour des surfaces sensibles équilibrées pour une T.C. de 3 200 K.